# Venebrugge
Venebrugge is een buurtschap in de gemeente Hardenberg, provincie Overijssel (Nederland). In Venebrugge bevindt zich een schans, daterend uit 1364. Tevens bevindt zich in de buurtschap de havezate Venebrugge, die in de middeleeuwen als bergvrede in het bezit was van de bisschop van Utrecht.
Voor het wegvallen van de binnengrenzen in het kader van de eenwording van de Europese Unie, had Venebrugge een grensovergang met een douanekantoor. Aan de andere kant van deze voormalige grensovergang ligt het Duitse Venebrügge. Ten tijde van de mond-en-klauwzeercrisis werd deze grensovergang weer bewaakt met slagbomen en werd intensief gecontroleerd op hetgeen in- en uitgevoerd werd.